# 平住世
平 住世（たいら の すみよ）は、平安時代初期から前期にかけての貴族。桓武平氏、参議・正躬王の子

## 経歴
文徳朝末の天安2年（858年）无位から従五位下に直叙。清和朝の貞観4年（862年）平朝臣姓を与えられて臣籍降下し、同年正親正に任官する。貞観8年（866年）肥後介として地方官に転じた。
のち、大判事を務め、陽成朝の元慶3年（879年）従五位上、光孝朝の仁和2年（886年）甲斐守に叙任されている。また、時期は不明ながら長門守も務めた。

## 官歴
『六国史』による。
- 天安2年（858年） 正月7日：従五位下（直叙）
- 貞観4年（862年） 4月20日：臣籍降下（平朝臣）。12月20日：正親正
- 貞観8年（866年） 正月13日：肥後介
- 時期不詳：大判事
- 元慶3年（879年） 正月7日：従五位上
- 仁和2年（886年） 6月13日：甲斐守
- 時期不詳：長門守[2]